# Mr. Jones Has a Card Party
Mr. Jones Has a Card Party é um filme mudo de curta metragem estadunidense, do gênero comédia, lançado em 1909, dirigido por D. W. Griffith.

## Elenco
- John R. Cumpson
- Florence Lawrence
- Linda Arvidson
- Flora Finch
- Robert Harron
- Anita Hendrie
- Charles Inslee
- Arthur V. Johnson
- Jeanie Macpherson
- Mack Sennett
- Harry Solter